# 戸隠流
戸隠流（とがくしりゅう、とがくれりゅう）は、忍術の流派のひとつ。

## 戸隠流と武神館
伝説上の始祖は異勾という亡命中国人、歴史上の始祖は平安時代末期、戸隠山で修験道を学び、木曾義仲に仕えた仁科大助（戸隠大助）であるとされるが文献による裏付けはない。木曾義仲が源義経に討たれた後は伊賀に逃れ、伊賀流忍術をも取り入れて完成させたとされる。
34代の宗家は初見良昭で、初見は戸隠流以外にも八流派を兼ねた九流派の流儀を持つ総合武道を名乗り、自身が運営する武神館のうちの一流派と位置づけている。2019年12月5日、1988年にテレビ朝日で放送された『世界忍者戦ジライヤ』での指導の縁で初見に弟子入りした俳優の筒井巧が三十五代宗家に指名された。
現存する忍術の流派の一つであり、1980年代ではショー・コスギのニンジャ・アクション映画、近年では『NARUTO -ナルト-』の影響などから、日本よりも欧米での弟子のほうが多い。1986年頃には日本に20の支部道場と100名の師範を持ち、門下生は10万人、世界中には約50の道場が存在するとした。
また、アメリカの総合格闘技大会UFC初期には、戸隠流の弟子を名乗る現役警官（スティーブ・ジェナム）が参戦していたが、彼は武神館系列の門下生には当らず、傍流程度に当るかも不明である。

## 訓練分野

### 忍者八門
初見良昭はこれを流派無関係にある必修科目のこととしている。
- 骨法術
- 気合術
- 剣術
- 手裏剣術
- 火術
- 槍術
- 遊芸
- 教門

### 十八門
武芸十八般にならったもので、「忍者」に必要とされる18種類の武技。
1. 精神的教養
2. 骨法体術
3. 剣法
4. 棒術
5. 手裏剣
6. 鎖鎌
7. 槍
8. 薙刀
9. 馬術
10. 水練
11. 火薬術
12. 謀略
13. 諜報
14. 忍入
15. 隠遁
16. 変装
17. 天門
18. 地門

## 宗家の系譜
32代宗家の戸田真竜軒もしくは33代高松寿嗣が当時の忍術読み物などを含む諸伝・口伝を参考にして編成した系譜であり、歴史的信憑性はない。
1. 戸隠大助 (1161)
2. 志摩小三太源兼定(1180)
3. 戸隠五郎(1200)
4. 戸隠小三太
5. 甲賀鬼三太
6. 金子友春
7. 戸隠龍法
8. 戸隠岳雲
9. 木戸小石
10. 伊賀天龍
11. 上野利平
12. 上野千里
13. 上野万二郎
14. 飯塚三郎
15. 沢田五郎
16. 大猿一平
17. 十又八郎
18. 片岡平座衛門
19. 森宇源太
20. 戸田五兵衛
21. 神戸青雲
22. 百地幸兵衛
23. 戸張典善
24. 戸田盛柳信綱(1624-1644)
25. 戸田不動信近(1658-1681)
26. 戸田観五郎信安(1681-1704)
27. 戸田英三郎信正(1704-1711)
28. 戸田新兵衛正近(1711-1736)
29. 戸田新五郎正良(1736-1764)
30. 戸田大五郎近秀(1764-1804)
31. 戸田大三郎近繁(1804)
32. 戸田真竜軒正光（英語版）(1824 - 1909)
33. 高松寿嗣翊翁(1887 - 1972)
34. 初見良昭 (1931 - 2019)
35. 筒井巧(2019 - )

### 歴史的信憑性
この流派の近代以前の歴史・宗伝は、綿谷雪と山田忠史の『武芸流派大事典』において、「潤色を加えた、苦心の労作」であると一蹴されている。初見良昭も上述の系譜に歴史的裏付けは全く無い事を認めている。

### モチーフとした作品
- 世界忍者戦ジライヤ - 戸隠流第三十四代宗家である初見良昭が、主人公の養父である山地哲山役でレギュラー出演。なお、劇中でも戸隠流第三十四代宗家であり、主人公を演じた筒井巧は後に第三十五代宗家となっている。
- 隠の王 - 忍の五大勢力の一派として。